# Miner.hu
A Miner.hu egy úgynevezett vertikális, vagyis bizonyos területekre specializált magyar fejlesztésű keresőmotor volt.

## Története
2007 júliusában a Miner.hu blogokban (ezt kiegészítve 3 specializált aggregátor segítségével web fejlesztésről, online marketingről és gasztronómiáról szóló bejegyzésekben is), videókban (a nagyobb hazai oldalak és a YouTube főként magyar kínálatában) és a Twitter magyar tartalmában (Turulcsirip) volt képes kereséseket végrehajtani. A Miner.hu Trends oldala a magyar bloggerek által felkapott témákat emelte ki és tette elérhetővé. Célja magyar tartalmakban történő keresés megvalósítása volt. Ennek keretében blogok bejegyzéseit, videómegosztó oldalak videóit és egyéb tartalmakat tett kereshetővé. 2007 júliusában a Miner.hu körülbelül 129 000 blogban keresett, mely a legnagyobb magyar nyelvű blogkeresővé tette. A Miner.hu-t Bártházi András alapította a Wish Internet Consulting-tól. A keresőnek 2009-ben három munkatársa volt.
A Miner.hu nyitott API-ja lehetővé tette új szolgáltatások létrehozását a Miner.hu funkcióira építve. 2009. augusztus 9-én a blogkereső arculata jelentősen megváltozott. 2012. október 11-én befejeződött az oldal fejlesztése, majd az oldal 2013. első negyedévében végleg bezárt.

## Kapcsolódó hivatkozások
- Miner.hu (2013. január 15-ei dátummal archiválva az Internet Archive-ban)
- Miner.hu blog (2013. január 15-ei dátummal archiválva az Internet Archive-ban)